# Santa Giulia Billiart
Santa Giulia Billiart är en kyrkobyggnad i Rom, helgad åt den heliga Julie Billiart (1751–1816), grundare av Skolsystrarna de Notre Dame. Kyrkan är belägen vid Viale Filarete i quartiere Tuscolano och tillhör församlingen Santa Giulia Billiart.
Kyrkan förestås av stiftspräster.

## Historia
Kyrkan uppfördes åren 1987–1991 efter ritningar av arkitekterna Aldo Aloysi och Ernesto Vichi och konsekrerades den 2 juni 1991 av kardinalvikarie Camillo Ruini. Kyrkan är uppförd i armerad betong med ett platt tak. Dedikationsinskriptionen lyder: D O M. ⋅ IN ⋅ H. ⋅ S. ⋅ JULIAE ⋅ BILLIART ⋅ A.D. ⋅ MCMXCI.

## Interiören
I koret finns muralmålningen Jesu Kristi uppståndelse med en träskulptur föreställande Jesus Kristus. 

## Kommunikationer
- Tunnelbanestation Arco di Travertino – Roms tunnelbana, linje
- Tunnelbanestation Malatesta – Roms tunnelbana, linje
- Busshållplats Porta Furba/Angeli – Roms bussnät, linje 409 n409